# Varietà abeliana
In matematica, in particolare in geometria algebrica, in analisi complessa e in teoria algebrica dei numeri, una varietà abeliana è una varietà algebrica proiettiva che è anche un gruppo algebrico, cioè ha una legge di gruppo che può essere definita da funzioni regolari. Le varietà abeliane sono tra gli oggetti più studiati della geometria algebrica e sono anche strumenti indispensabili per molte ricerche su altri argomenti in geometria algebrica e teoria dei numeri.
Una varietà abeliana può essere definita da equazioni aventi coefficienti in qualsiasi campo; si dice quindi che la varietà è definita su quel campo. Storicamente le prime varietà abeliane a essere studiate furono quelle definite sul campo dei numeri complessi. Tali varietà abeliane risultano essere esattamente quei tori complessi che possono essere immersi in uno spazio proiettivo complesso. Le varietà abeliane definite su campi di numeri algebrici sono un caso speciale, importante anche dal punto di vista della teoria dei numeri. Le tecniche di localizzazione portano naturalmente da varietà abeliane definite su campi numerici a quelle definite su campi finiti e vari campi locali. Poiché un campo di numeri è il campo delle frazioni di un dominio di Dedekind, per ogni ideale primo diverso da zero del dominio di Dedekind, esiste una funzione dal dominio di Dedekind al quoziente del dominio di Dedekind per il primo, che è un campo finito per tutti i primi finiti. Ciò induce una funzione dal campo delle frazioni a qualsiasi campo finito di questo tipo. Data una curva con equazione definita sul campo di numeri, possiamo applicare questa funzione ai coefficienti per ottenere una curva definita su un campo finito, dove le scelte di campo finito corrispondono ai primi finiti del campo di numeri.
Le varietà abeliane appaiono naturalmente come varietà jacobiane (le componenti connesse dello zero nelle varietà di Picard) e varietà di Albanese di altre varietà algebriche. La legge di gruppo di una varietà abeliana è necessariamente commutativa e la varietà è non singolare. Una curva ellittica è una varietà abeliana di dimensione 1. Le varietà abeliane hanno dimensione di Kodaira 0.
Una varietà semi-abeliana è una varietà gruppo commutativa che è un'estensione di una varietà abeliana con un toro.

## Storia e motivazione
All'inizio del diciannovesimo secolo, la teoria delle funzioni ellittiche riuscì a fornire una base per la teoria degli integrali ellittici, e questo lasciò aperto un naturale percorso di ricerca. Le forme standard per gli integrali ellittici coinvolgevano le radici quadrate di polinomi cubici e quartici. Quando questi sarebbero stati sostituiti da polinomi di grado superiore, diciamo quintici, cosa sarebbe successo?
Nel lavoro di Niels Abel e Carl Jacobi, è stata formulata la risposta: ciò implicherebbe funzioni di due variabili complesse, aventi quattro periodi indipendenti (cioè vettori periodo). Questo ha dato il primo assaggio di una varietà abeliana di dimensione 2 (una superficie abeliana): quello che ora sarebbe chiamato lo Jacobiano di una curva iperellittica di genere 2.
Dopo Abel e Jacobi, alcuni dei più importanti contributi alla teoria delle funzioni abeliane furono dati da Riemann, Weierstrass, Frobenius, Poincaré e Picard. L'argomento era molto popolare all'epocae aveva già un'ampia letteratura.
Entro la fine del XIX secolo, i matematici avevano iniziato a utilizzare metodi geometrici nello studio delle funzioni abeliane. Alla fine, negli anni '20, Lefschetz pose le basi per lo studio delle funzioni abeliane in termini di tori complessi. Sembra anche essere il primo a usare il termine "varietà abeliana". Fu André Weil negli anni Quaranta a dare all'argomento le sue moderne basi nel linguaggio della geometria algebrica.
Oggi, le varietà abeliane costituiscono uno strumento importante nella teoria dei numeri, nei sistemi dinamici (più precisamente nello studio dei sistemi hamiltoniani) e nella geometria algebrica (specialmente le varietà di Picard e le varietà di Albanese).

## Teoria analitica

### Definizione
Un toro complesso di dimensione {\displaystyle g} è un toro di dimensione reale {\displaystyle 2g} con una struttura di una varietà complessa. Può sempre essere ottenuto come quoziente di uno spazio vettoriale complesso {\displaystyle g}-dimensionale con un reticolo di rango {\displaystyle 2g.} Una varietà abeliana complessa di dimensione {\displaystyle g} è un toro complesso di dimensione {\displaystyle g} che è anche una varietà algebrica proiettiva nel campo dei numeri complessi. Poiché sono tori complessi, le varietà abeliane hanno una struttura di gruppo. Un morfismo di varietà abeliane è un morfismo delle varietà algebriche sottostanti che preserva l'elemento neutro della struttura di gruppo. Un'isogenia è un morfismo suriettivo con nucleo finito.
Quando un toro complesso ha una struttura di una varietà algebrica, questa struttura è necessariamente unica. Nel caso {\displaystyle g=1,} la nozione di varietà abeliana è la stessa di quella di curva ellittica, e ogni toro complesso dà origine a una curva ellittica. Per {\displaystyle g>1} è noto da Riemann che la condizione di ammettere una struttura di varietà algebrica impone dei vincoli aggiuntivi su un toro complesso.

### Condizioni di Riemann
Il seguente criterio di Riemann decide se un dato toro complesso è o meno una varietà abeliana, cioè se può essere immerso o meno in uno spazio proiettivo. Sia {\displaystyle X} un toro {\displaystyle g}-dimensionale dato da {\displaystyle X=V/L,} dove {\displaystyle V} è uno spazio vettoriale complesso di dimensione {\displaystyle g} e {\displaystyle L} è un reticolo in {\displaystyle V.} Allora {\displaystyle X} è una varietà abeliana se e solo se esiste una forma hermitiana definita positiva su {\displaystyle V} la cui parte immaginaria assume valori interi su {\displaystyle L\times L.} Una tale forma su {\displaystyle X} è solitamente chiamata forma di Riemann (non degenere). Scegliendo una base per {\displaystyle V} e {\displaystyle L,} si può rendere questa condizione più esplicita. Esistono diverse formulazioni equivalenti tutte conosciute come le condizioni di Riemann.

### La jacobiana di una curva algebrica
Ogni curva algebrica {\displaystyle C} di genere {\displaystyle g\geq 1} è associata a una varietà abeliana {\displaystyle J} di dimensione {\displaystyle g,} mediante una funzione analitica di {\displaystyle C} in {\displaystyle J.} Come toro, {\displaystyle J} ha una struttura di gruppo commutativa e l'immagine di {\displaystyle C} genera {\displaystyle J} come gruppo. Lo studio delle forme differenziali su {\displaystyle C,} che danno origine agli integrali abeliani con cui è iniziata la teoria, può essere derivato dalla più semplice teoria dei differenziali invarianti per traslazione su {\displaystyle J.} La varietà abeliana {\displaystyle J} è chiamata varietà jacobiana di {\displaystyle C,} per ogni curva non singolare {\displaystyle C} sui numeri complessi. Dal punto di vista della geometria birazionale, il suo campo di funzioni è il campo fissato dal gruppo simmetrico su {\displaystyle g} lettere che agisce sul campo di funzioni di {\displaystyle C^{g}.}

### Funzioni abeliane
Una funzione abeliana è una funzione meromorfa su una varietà abeliana, che può essere considerata come una funzione periodica di {\displaystyle n} variabili complesse, aventi {\displaystyle 2n} periodi indipendenti. Equivalentemente, è una funzione nel campo di funzioni di una varietà abeliana. Ad esempio, nel diciannovesimo secolo c'era molto interesse per gli integrali iperellittici che possono essere espressi in termini di integrali ellittici. Ciò si riduce a chiedere che {\displaystyle J} sia o meno un prodotto di curve ellittiche, a meno di isogenia.

### Teorema di Matsusaka
Un importante teorema di struttura delle varietà abeliane è il teorema di Matsusaka. Esso afferma che su un campo algebricamente chiuso ogni varietà abeliana {\displaystyle A} è il quoziente dello jacobiano di una curva; ossia esiste un morfismo suriettivo di varietà abeliane {\displaystyle J\to A} con {\displaystyle J} uno jacobiano di qualche curva algebrica. Questo teorema rimane vero se il campo base è infinito.

## Definizione algebrica
Due definizioni equivalenti di varietà abeliana su un campo arbitrario {\displaystyle k} sono comunemente in uso:
- un gruppo algebrico connesso e completo su {\displaystyle k;}
- un gruppo algebrico connesso e proiettivo su {\displaystyle k.}

Quando il campo base è il campo dei numeri complessi, queste nozioni coincidono con la definizione precedente. Su ogni campo base, le curve ellittiche sono varietà abeliane di dimensione 1.
All'inizio degli anni Quaranta, Weil usò la prima definizione (su un campo base arbitrario) ma non poté in un primo momento provare che implicasse la seconda. Solo nel 1948 dimostrò che gruppi algebrici completi possono essere immersi nello spazio proiettivo. Nel frattempo, per dimostrare l'ipotesi di Riemann per curve su campi finiti che aveva annunciato nel lavoro del 1940, dovette introdurre la nozione di varietà astratta e riscrivere i fondamenti della geometria algebrica per poter lavorare con varietà senza immersioni proiettive.

## Struttura del gruppo di punti
Secondo le definizioni, una varietà abeliana è una varietà gruppo. È possibile dimostrare che il gruppo dei suoi punti è commutativo.
Per {\displaystyle \mathbb {C} ,} e quindi, per il principio di Lefschetz, per ogni campo algebricamente chiuso di caratteristica zero, il gruppo di torsione di una varietà abeliana di dimensione {\displaystyle g} è isomorfo a {\displaystyle (\mathbb {Q} /\mathbb {Z} )^{2g}.} Quindi, la sua parte {\displaystyle n}-torsione è isomorfa a {\displaystyle (\mathbb {Z} /n\mathbb {Z} )^{2g},} cioè il prodotto di {\displaystyle 2g} copie del gruppo ciclico di ordine {\displaystyle n.}
Quando il campo base è un campo algebricamente chiuso di caratteristica {\displaystyle p,} la {\displaystyle n}-torsione è ancora isomorfa a {\displaystyle (\mathbb {Z} /n\mathbb {Z} )^{2g}} se {\displaystyle n} e {\displaystyle p} sono coprimi. Se {\displaystyle n} e {\displaystyle p} non sono coprimi, lo stesso risultato può essere recuperato a condizione che lo si interpreti dicendo che la {\displaystyle n}-torsione definisce uno schema gruppo piatto finito di rango {\displaystyle 2g.} Se invece di guardare l'intera struttura di schema sulla {\displaystyle n}-torsione si considerano solo i punti geometrici, si ottiene un nuovo invariante per le varietà in caratteristica {\displaystyle p} (il cosiddetto {\displaystyle p}-rango quando {\displaystyle n=p}).
Il gruppo dei punti {\displaystyle k}-razionali per un campo globale {\displaystyle k} è finitamente generato per il teorema di Mordell-Weil. Quindi, per il teorema di struttura per gruppi abeliani finitamente generati, è isomorfo al prodotto di un gruppo abeliano libero {\displaystyle \mathbb {Z} ^{r}} con un gruppo commutativo finito per qualche intero non negativo {\displaystyle r} chiamato rango della varietà abeliana. Risultati simili valgono per altre classi di campi {\displaystyle k.}

## Prodotti di varietà abeliane
Il prodotto di una varietà abeliana {\displaystyle A} di dimensione {\displaystyle m} e di una varietà abeliana {\displaystyle B} di dimensione {\displaystyle n,} sullo stesso campo, è una varietà abeliana di dimensione {\displaystyle m+n.} Una varietà abeliana è semplice se non è isogena a un prodotto di varietà abeliane di dimensione inferiore. Ogni varietà abeliana è isogena a un prodotto di varietà abeliane semplici.

## Polarizzazione e varietà abeliana duale

### Varietà abeliana duale
A una varietà abeliana {\displaystyle A} su un campo {\displaystyle k} si associa una varietà abeliana duale {\displaystyle A^{\vee }} (definita sullo stesso campo), che è la soluzione al seguente problema di moduli. Una famiglia di fibrati lineari di grado 0 parametrizzati da una {\displaystyle k}-varietà {\displaystyle T} è un fibrato lineare {\displaystyle L} su {\displaystyle A\times T} tale che
1. per ogni {\displaystyle t} in {\displaystyle T,} la restrizione di {\displaystyle L} ad {\displaystyle A\times \{t\}} è un fibrato lineare di grado 0;
2. la restrizione di {\displaystyle L} a {\displaystyle \{0\}\times T} è un fibrato lineare banale (qui 0 è l'elemento neutro di {\displaystyle A}).

Esiste una varietà {\displaystyle A^{\vee }} e una famiglia {\displaystyle P} di fibrati lineari di grado 0, detto fibrato di Poincaré, parametrizzata da {\displaystyle A^{\vee }} tale che a ogni famiglia {\displaystyle L} su {\displaystyle T} è associato un unico morfismo {\displaystyle f\colon T\to A^{\vee }} tale che {\displaystyle L} è isomorfo al pullback di {\displaystyle P} rispetto al morfismo {\displaystyle \mathrm {id} _{A}\times f\colon A\times T\to A\times A^{\vee }.} Applicando questo al caso in cui {\displaystyle T} è un punto, si osserva che i punti di {\displaystyle A^{\vee }} corrispondono a fibrati lineari di grado 0 su {\displaystyle A.} Quindi c'è un'operazione di gruppo naturale su {\displaystyle A^{\vee },} data dal prodotto tensoriale di fibrati lineari, che la rende una varietà abeliana.
Questa associazione è una dualità nel senso che esiste un isomorfismo naturale tra il doppio duale {\displaystyle A^{\vee \vee }} e {\displaystyle A} (definito tramite il fibrato di Poincaré) e che è funtoriale in modo controvariante, cioè si associa a ogni morfismo {\displaystyle f\colon A\to B} un morfismo duale {\displaystyle f^{\vee }\colon B^{\vee }\to A^{\vee }} in modo compatibile. La {\displaystyle n}-torsione di una varietà abeliana e la {\displaystyle n}-torsione del suo duale sono duali l'una all'altra se {\displaystyle n} è coprimo con la caratteristica del campo base. In generale, per ogni {\displaystyle n,} lo schema gruppo {\displaystyle n}-torsione di una varietà abeliana e lo schema gruppo {\displaystyle n}-torsione della corrispondente varietà abeliana duale sono duali di Cartier l'uno dell'altro. Questo generalizza l'accoppiamento di Weil per le curve ellittiche.

### Polarizzazioni
Una polarizzazione di una varietà abeliana è un'isogenia da una varietà abeliana alla sua duale che è simmetrica rispetto alla doppia dualità di varietà abeliane e tale che il pullback del fibrato di Poincaré rispetto al morfismo del grafico associato è ampio (quindi è analoga a una forma quadratica definita positiva). Le varietà abeliane polarizzate hanno gruppi degli automorfismi finiti. Una polarizzazione principale è una polarizzazione che è un isomorfismo. Le jacobiane delle curve sono naturalmente dotate di una polarizzazione principale data dalla scelta di un punto base razionale arbitrario sulla curva. La curva può essere ricostruita dalla sua jacobiana polarizzata quando il genere è maggiore di 1. Non tutte le varietà abeliane principalmente polarizzate sono jacobiane di curve (si veda il problema di Schottky). Una polarizzazione induce un'involuzione di Rosati sull'anello degli endomorfismi {\displaystyle \mathrm {End} (A)\otimes \mathbb {Q} } di {\displaystyle A.}

### Polarizzazioni sui numeri complessi
Sui numeri complessi, una varietà abeliana polarizzata può anche essere definita come una varietà abeliana {\displaystyle A} con una scelta di una forma di Riemann {\displaystyle H.} Due forme di Riemann {\displaystyle H_{1}} e {\displaystyle H_{2}} sono chiamate equivalenti se esistono due numeri interi positivi {\displaystyle n} e {\displaystyle m} tali che {\displaystyle nH_{1}=mH_{2}.} Una scelta di una classe d'equivalenza di forme di Riemann su {\displaystyle A} è chiamata polarizzazione di {\displaystyle A.} Un morfismo di varietà abeliane polarizzate è un morfismo {\displaystyle A\to B} di varietà abeliane tale che il pullback ad {\displaystyle A} della forma di Riemann su {\displaystyle B} è equivalente alla forma data su {\displaystyle A.}

## Schema abeliano
Si può anche definire una varietà abeliana come schema e come schema su uno schema base. Ciò consente un trattamento uniforme di fenomeni come la riduzione modulo {\displaystyle p} delle varietà abeliane (si veda aritmetica delle varietà abeliane) e lo studio di famiglie parametrizzate di varietà abeliane. Uno schema abeliano su uno schema di base {\displaystyle S} di dimensione relativa {\displaystyle g} è uno schema gruppo liscio e proprio su {\displaystyle S} le cui fibre geometriche sono connesse e di dimensione {\displaystyle g.} Le fibre di uno schema abeliano sono varietà abeliane, quindi si potrebbe pensare a uno schema abeliano su {\displaystyle S} come a una famiglia di varietà abeliane parametrizzate da {\displaystyle S.}
Per uno schema abeliano {\displaystyle A} su {\displaystyle S} il gruppo dei punti {\displaystyle n}-torsione forma uno schema gruppo finito piatto. L'unione dei punti {\displaystyle p^{n}}-torsione, per ogni {\displaystyle n,} forma un gruppo {\displaystyle p}-divisibile. Le deformazioni degli schemi abeliani sono determinate, per il teorema di Serre-Tate, dalle proprietà di deformazione dei gruppi {\displaystyle p}-divisibili associati.

### Esempio
Siano {\displaystyle a,b\in \mathbb {Z} } tali che {\displaystyle x^{3}+ax+b} non ha radici complesse ripetute. Allora il discriminante {\displaystyle \Delta =-16(4a^{3}+27b^{2})} è diverso da zero. Sia {\displaystyle R=\mathbb {Z} [1/\Delta ]}, allora {\displaystyle \operatorname {Spec} R} è un sottoschema aperto di {\displaystyle \operatorname {Spec} \mathbb {Z} } e {\displaystyle \operatorname {Proj} R[x,y,z]/(y^{2}z-x^{3}-axz^{2}-bz^{3})} è uno schema abeliano su {\displaystyle \operatorname {Spec} R.} Questo schema abeliano può essere esteso a un modello di Néron su {\displaystyle \operatorname {Spec} \mathbb {Z} ,} che è uno schema gruppo liscio su {\displaystyle \operatorname {Spec} \mathbb {Z} ,} ma il modello di Néron non è proprio e quindi non è uno schema abeliano su {\displaystyle \operatorname {Spec} \mathbb {Z} .}

### Non esistenza
V. A. Abrashkin e Jean-Marc Fontaine hanno dimostrato indipendentemente che non ci sono varietà abeliane diverse da zero su {\displaystyle \mathbb {Q} } con buona riduzione su tutti i numeri primi. Allo stesso modo, non ci sono schemi abeliani diversi da zero su {\displaystyle \operatorname {Spec} \mathbb {Z} .} La dimostrazione consiste nel mostrare che le coordinate dei punti {\displaystyle p^{n}}-torsione generano campi di numeri con poca ramificazione e quindi con discriminante piccolo e che ci sono dei limiti inferiori sui discriminanti dei campi di numeri.